# Іво Тренчев
Іво Кирилов Тренчев (болг. Иво Кирилов Тренчев; нар. 4 квітня 1972, Санданський, Благоєвградська область, Болгарія) — болгарський футболіст та тренер, виступав на позиції захисника.

## Життєпис

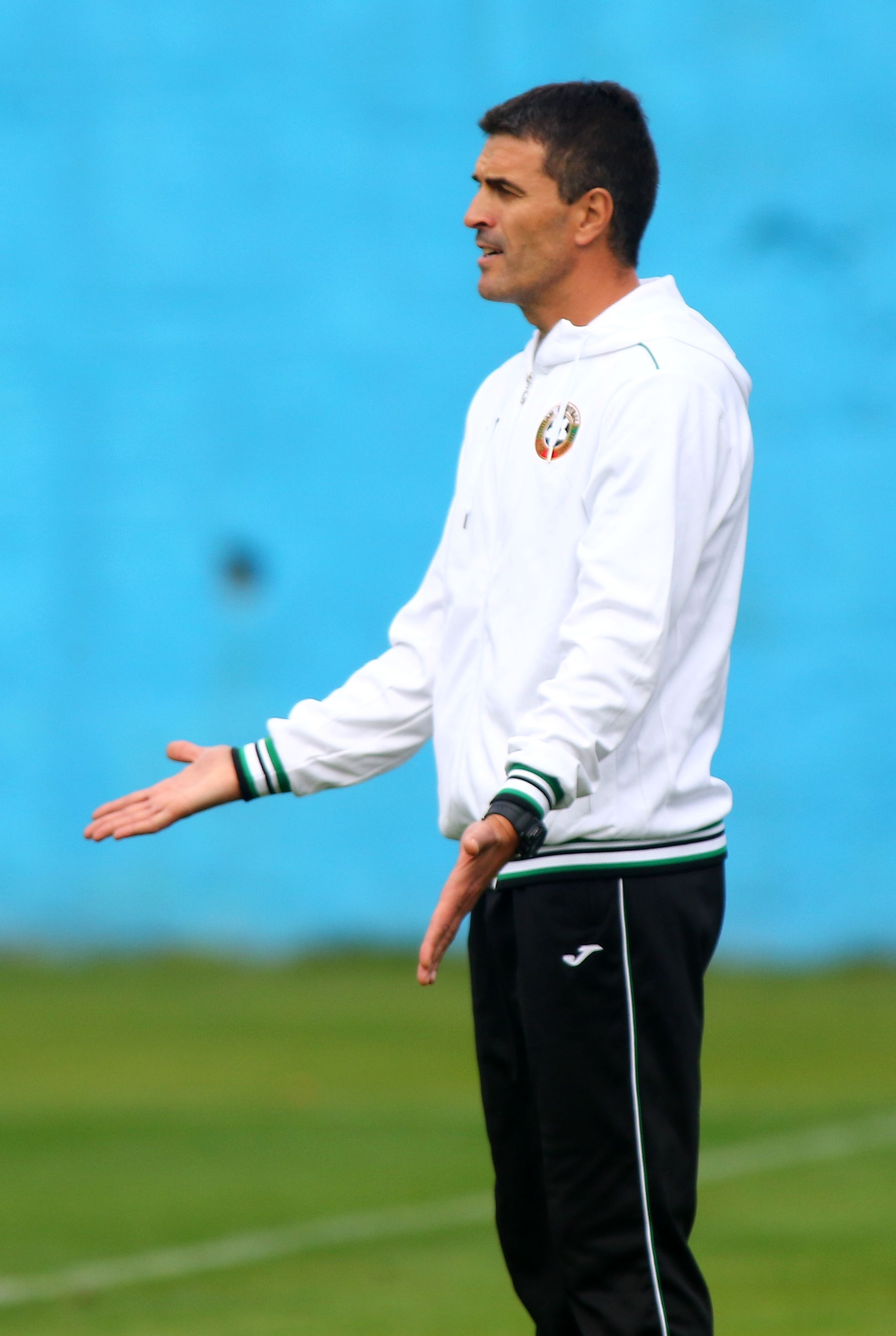
Іво Тренчев на тренерському містку аматорської збірної Болгарії

Вихованець «Вихрена» та «Пирина». Свій перший професіональний контракт підписав 1994 року з «Пирин» (Благоєвград). Також виступав за болгарські клуби вищого дивізіону софійські «Славію», ЦСКА, «Левські», «Локомотив», варненський «Спартак». Зіграв у чемпіонаті Болгарії понад 200 матчів, також брав участь у поєдинках єврокубків. У сезоні 2001/02 років став чемпіоном країни у складі «Левські».
2003 року вперше перейшов до іноземного клубу — китайського «Шеньсі Голі». У 2004 році виступав у першому дивізіоні Росії за «Терек», зіграв 18 матчів та відзначився 1-м голом у першості країни. Разом із командою став володарем Кубку Росії 2003/04, однак у цій кубковій кампанії не зіграв жодної гри, у фінальному матчі залишився на лаві запасних. У 2006—2008 роках знову грав у Китаї, у складі клубу «Хенань Цзяньє», і 2006 року став переможцем турніру першого дивізіону.
Після повернення до Болгарії провів півсезону у клубі найвищого дивізіону «Локомотив» (Мездра), потім грав у командах нижчих ліг. Завершив кар'єру гравця у 40-річному віці.
У 2013 році розпочав тренерську кар'єру у клубі «Пирин» (Благоєвград). У квітні-червні 2015 року виконував обов'язки головного тренера клубу. У 2016 році тренував аматорську збірну Болгарії, також у липні 2016 – січні 2017 років очолював клуб «Септември». З червня 2017 року працює асистентом Ясена Петрова у своєму колишньому клубі «Хенань Цзяньє».

## Досягнення
«Левські» (Софія)
- Перша професіональна футбольна ліга
  -  Чемпіон (1): 2002

«Хенань Цзяньє»
- Перша ліга Китаю
  -  Чемпіон (1): 2006[5]